# موجف (لودر)

تعديل مصدري - تعديل

موجف هي إحدى قرى عزلة زارة بمديرية لودر التابعة لمحافظة أبين، بلغ تعداد سكانها 135 نسمة حسب تعداد اليمن لعام 2004.